# Zethus porteri
Zethus porteri är en stekelart som beskrevs av Stange 1975. Zethus porteri ingår i släktet Zethus och familjen Eumenidae. Inga underarter finns listade i Catalogue of Life.